# Marilena Neagu
Marilena Alexandrina Neagu (n. Burghel, 27 octombrie 1989, în Bacău) este o handbalistă din România care joacă pentru clubul CSM Corona Brașov pe posturile de inter și extremă dreapta.

## Biografie
Marilena Neagu a început să joace handbal la vârsta de 10 ani, sub îndrumarea antrenorului Eugen Manoliu. Din 2007 până în 2011, ea a fost componentă a clubului CS Știința Bacău. Din 2011 până în 2020 a fost componentă a echipei Corona Brașov. După ce între 2021 și 2024 a jucat pentru CS Măgura Cisnădie în vara lui 2024 ea a revenit la Corona Brașov.
În 2007, ea a fost convocată la echipa națională de tineret a României, cu care, în același an, a cucerit medalia de bronz la Campionatul European de Handbal Feminin pentru Tineret din Turcia. Pe 22 martie 2010, ea a fost convocată la echipa națională B. Tot în 2010, Neagu a cucerit medalia de argint la Campionatul Mondial de Handbal Feminin Universitar din Ungaria.

## Palmares
Club
- Cupa Cupelor:
  - Turul 3: 2014

- Liga Europeană:
  - Grupe: 2022
  - Turul 3: 2023

- Cupa EHF:
  - Semifinalistă: 2016
  - Optimi: 2015
  - Turul 3: 2020
  - Turul 2: 2017

- Liga Națională:
  - Locul 2: 2014
  - Locul 3: 2015, 2016

- Cupa României:
  - Finalistă: 2013
  - Semifinalistă: 2014

Echipa națională
- Campionatul Mondial Universitar:
  -  Medalie de argint: 2010
- Campionatul European pentru Tineret:
  -  Medalie de bronz: 2007